# Solos (Chipre)

Mapa de la antigua Chipre con sus principales ciudades. Solos se encontraba en la costa del noroeste de la isla.

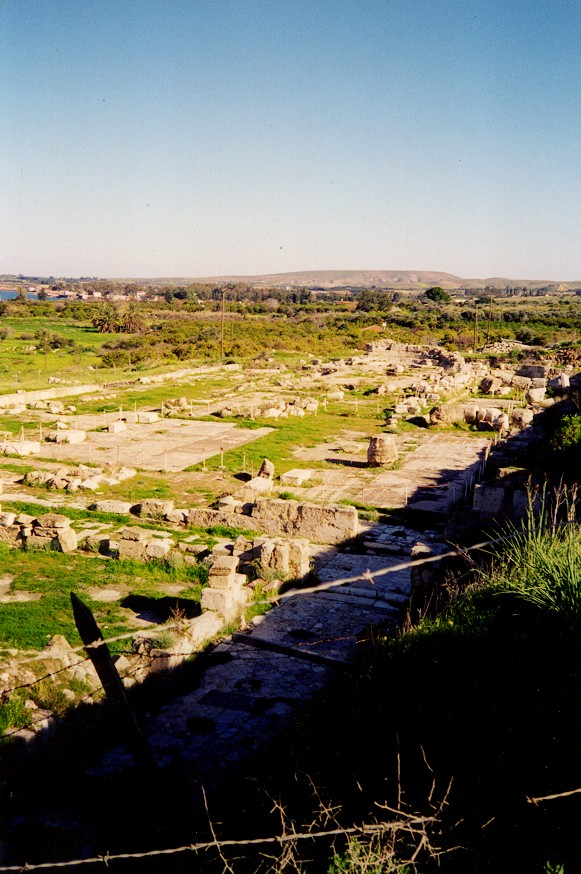
Ruinas de Solos.

Solos (en griego, Σόλοι) es una de las diez antiguas ciudades de Chipre. Se encuentra en las proximidades de Lefka, en la República Turca del Norte de Chipre. 

## Historia
Construida próxima al río Xero, sus orígenes son rastreados hasta el siglo VII a. C. donde aparece documentada en listados de impuestos asirios, como Si-il-lu, en la época de Esarhaddón y Asurbanipal. En cambio, Plutarco atribuía su fundación al griego Solón, de donde hace derivar el nombre de Solos. Plutarco relata que, hacia el año 580 a. C., el rey Filócipro mudó su capital desde Epia a este lugar por consejo de Solón. Sin embargo, las excavaciones han demostrado que el asentamiento data del siglo XI a. C. Existe también una tradición de una fundación mítica por los atenienses Falero y Acamante. Su ubicación se debería a la existencia de buenas fuentes de agua, fertilidad del suelo, la existencia de cobre en sus proximidades y la presencia de un puerto protegido. Estrabón ubica en Solos un santuario de Afrodita e Isis.
En 498 a. C., junto con la mayoría de las ciudades de Chipre, Solos se levantó contra los persas y fue la ciudad que más resistió ya que fue capturada tras cinco meses de asedio. Entre los que murieron se encontraba su rey Aristócipro, hijo de Filócipro. Solos fue próspera durante el período Romano aunque en el siglo IV el puerto fue cubierto por arena y las minas de cobre cerradas. 
Su destrucción data del siglo VII y se debió a las incursiones árabes.

## Arqueología
Las primeras excavaciones de la antigua Solos fueron llevadas a cabo entre 1927 y 1931 bajo la dirección de un equipo de arqueólogos suecos, que localizó en 1929 un teatro romano y en 1931 los restos de un complejo arquitectónico de cinco templos sucesivos que se pueden fechar entre el año 250 a. C. y el siglo IV. Una segunda campaña de excavaciones fue realizada entre los años 1965 y 1974 por arqueólogos canadienses que descubrieron restos de un ágora, de muros de la acrópolis y de una basílica paleocristiana, así como numerosas tumbas. A partir de 1972 un equipo de arqueólogos chipriotas excavó más tumbas de la necrópolis.

### Basílica de Solos
Según la tradición, Solos es el lugar donde Marcos el Evangelista recibió el bautismo. San Auxibio fue su primer obispo. La Basílica de Solos era una de la más tempranas de su clase en Chipre. Se cree que fue construida en la segunda mitad siglo IV. Se trataba de un edificio de tres naves de 200 m de longitud. Los restos más notables que se conservan son sus mosaicos. Entre ellos, destaca el mosaico de un ganso con forma de cisne, rodeado de flores y cuatro pequeños delfines donde figura una inscripción que dice "Cristo salva a los que entregaron este mosaico".

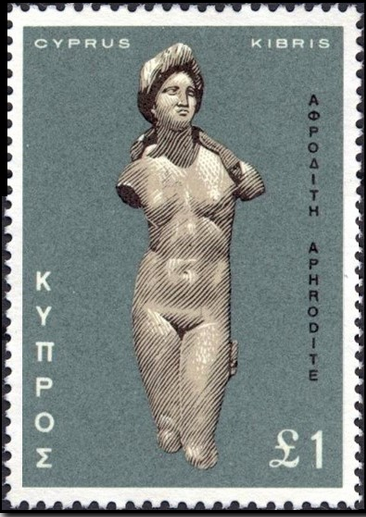
La Afrodita de Solos representada en un sello postal.

### Teatro romano de Solos
El teatro romano de Solos ocupa el lugar del original teatro griego. El presente teatro se fecha en torno a los siglos II o III. Tenía capacidad para aproximadamente 4000 espectadores y su acústica era de gran calidad. Gran parte del mismo fue restaurado entre los años 1962 y 1964.
Su auditorio semicircular, donde se sentaban los espectadores, estaba parcialmente cortado en la roca y su acceso, como a la orquesta, se realizaba a través de dos entradas laterales.

### Templos
Al oeste del teatro, se encontraron restos de los templos dedicados a Serapis, Isis y Afrodita; entre los últimos, ha sido hallado el famoso torso de la Afrodita de Solos, actualmente en exposición en el museo de Chipre.